# لاشاید
لاشاید (به آلمانی: Lascheid) یک شهر در آلمان است که در بیتبورگ-پروم واقع شده‌است.